# Ayesha Künzle
Ayesha Künzle (11 januari 1980) is een Vlaamse actrice en zangeres. Ze is vooral bekend van de VTM-serie De kotmadam, waarin ze vijf seizoenen lang de rol van studente Jill Verhaest vertolkte.
Künzle studeerde in 2004 af aan Studio Herman Teirlinck en deed sindsdien vooral theaterwerk. Ook was ze te zien in verschillende reclamespots en had ze een eigen muziekgroepje.
Samen met haar echtgenoot verhuisde ze enkele jaren geleden naar het Indonesische eiland Bali, waar het koppel intussen een eigen horecazaak uitbaat in Padangbai.

## Filmografie
- De kotmadam, als Jill Verhaest (2007-2012)
- Het Huis Anubis, als Amneris (2007-2008, 2009; bijrol)
- F.C. De Kampioenen, als Dina (2007)
- Man zkt vrouw, als dienster (2007)
- Happy Singles (2008)